# Jill Scott (futbolista)
Jill Louise Scott (Sunderland, Inglaterra; 2 de febrero de 1987) es una exfutbolista inglesa. Anunció su retirada el 23 de agosto de 2022. Jugó como centrocampista en la selección de Inglaterra. Su último equipo fue el Manchester City de la Women's Super League de Inglaterra.

## Biografía
Scott creció en Sunderland, Tyne and Wear. Una entusiasta corredora de larga distancia, corrió para Sunderland Harriers, ganando el título de campo traviesa sub-13 del norte de Inglaterra y el Junior Great North Run, mientras jugaba al fútbol para el Boldon Girls. A los 13 años tuvo que decidir entre el fútbol o correr, y optó por concentrarse en el primero.
Tras dejar la escuela en 2003, obtuvo un Diploma Nacional en Ciencias del Deporte y el Ejercicio. También jugó para el equipo de fútbol universitario junto a su compañera de Sunderland y de selección Carly Telford.

## Trayectoria

### Sunderland
Scott comenzó su carrera profesional con el Sunderland. En octubre de 2005, con solo 18 años, ganó el premio a la Jugadora Femenina del Mes de septiembre, por su actuación en la liga y en la selección sub-19.

### Everton
El Everton fichó a la centrocampista en julio de 2006, después de que Scott rechazara una oferta del Doncaster Rovers Belles. Debutó con su nuevo club al mes siguiente en una derrota por 3-0 ante el Arsenal en la FA Women's Community Shield.
Al final de la temporada 2007-08 fue reconocida como Jugadora del Año.
Scott decidió dejar el Everton al final de la temporada 2013. Durante su primera etapa en el club, ganó la FA Women's Premier League Cup y la FA Women's Cup, participando en ambas finales.

### Manchester City

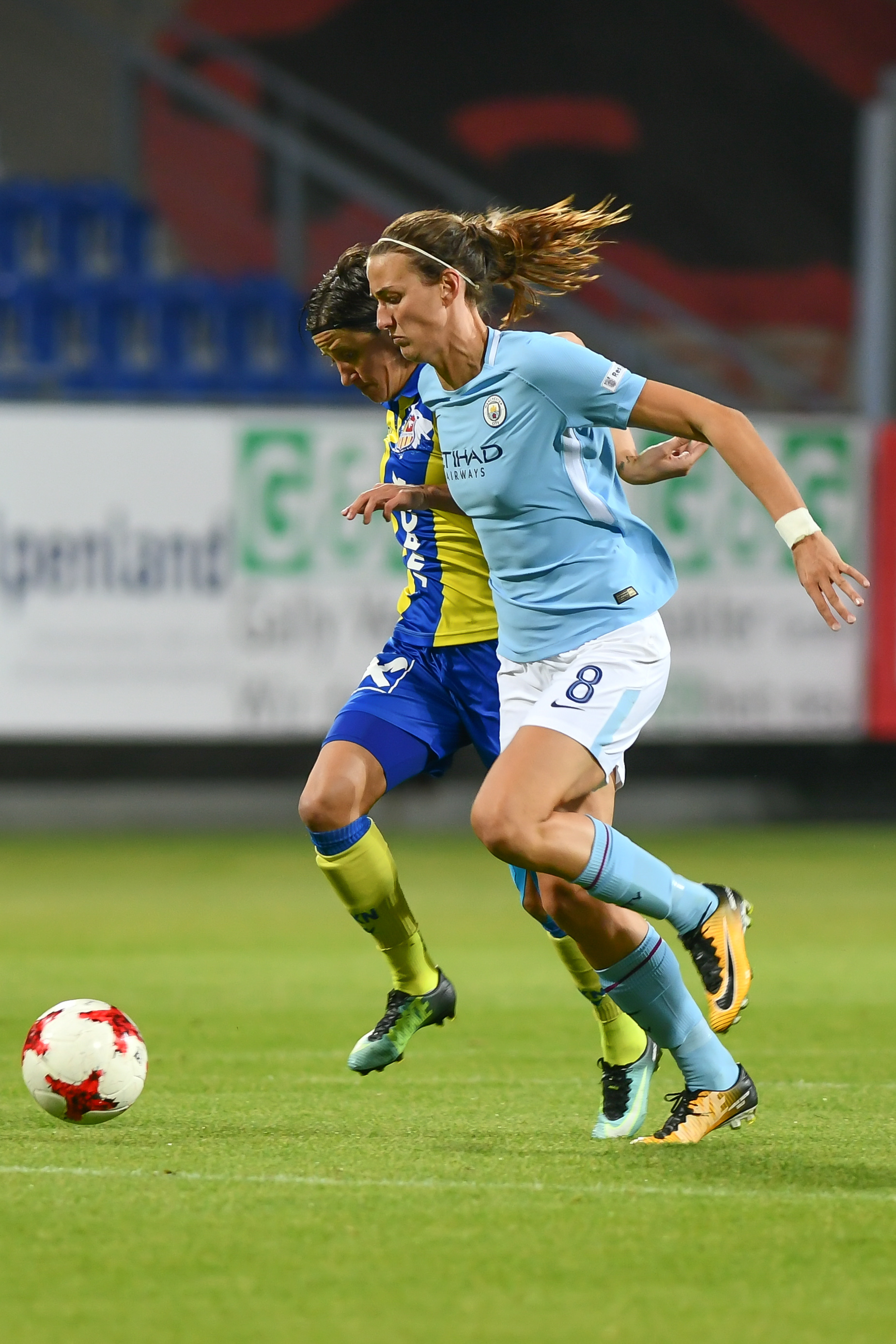
Scott jugando para el Manchester City en 2017.

Tras dejar el Everton, firmó un contrato de dos años con el Manchester City. El pase resultó ser un éxito, ya que la centrocampista contribuyó a la obtención de la Continental Cup Trophy en 2014.
En abril de 2015, Scott vio la tarjeta roja y fue penalizada con tres partidos fuera de las canchas por darle un cabezazo a una jugadora del Arsenal durante la derrota del Manchester City por 1-0. En junio de 2020, firmó un nuevo contrato de dos años en el que asumió el cargo de entrenadora en el club. El 29 de agosto de 2020, en la Women's FA Community Shield, Scott recibió otra tarjeta roja por dos infracciones amonestables en la dura derrota del Manchester City por 2-0 ante el Chelsea en el estadio de Wembley.

### Everton
El 21 de enero de 2021, Scott regresó al Everton en calidad de préstamo para disputar el resto de la temporada 2020-21.

### Aston Villa
El 25 de enero de 2022, fue cedida al Aston Villa hasta el final de la temporada.
El 23 de agosto de 2022, Scott anunció su retiro del fútbol.

## Selección nacional

### Inglaterra

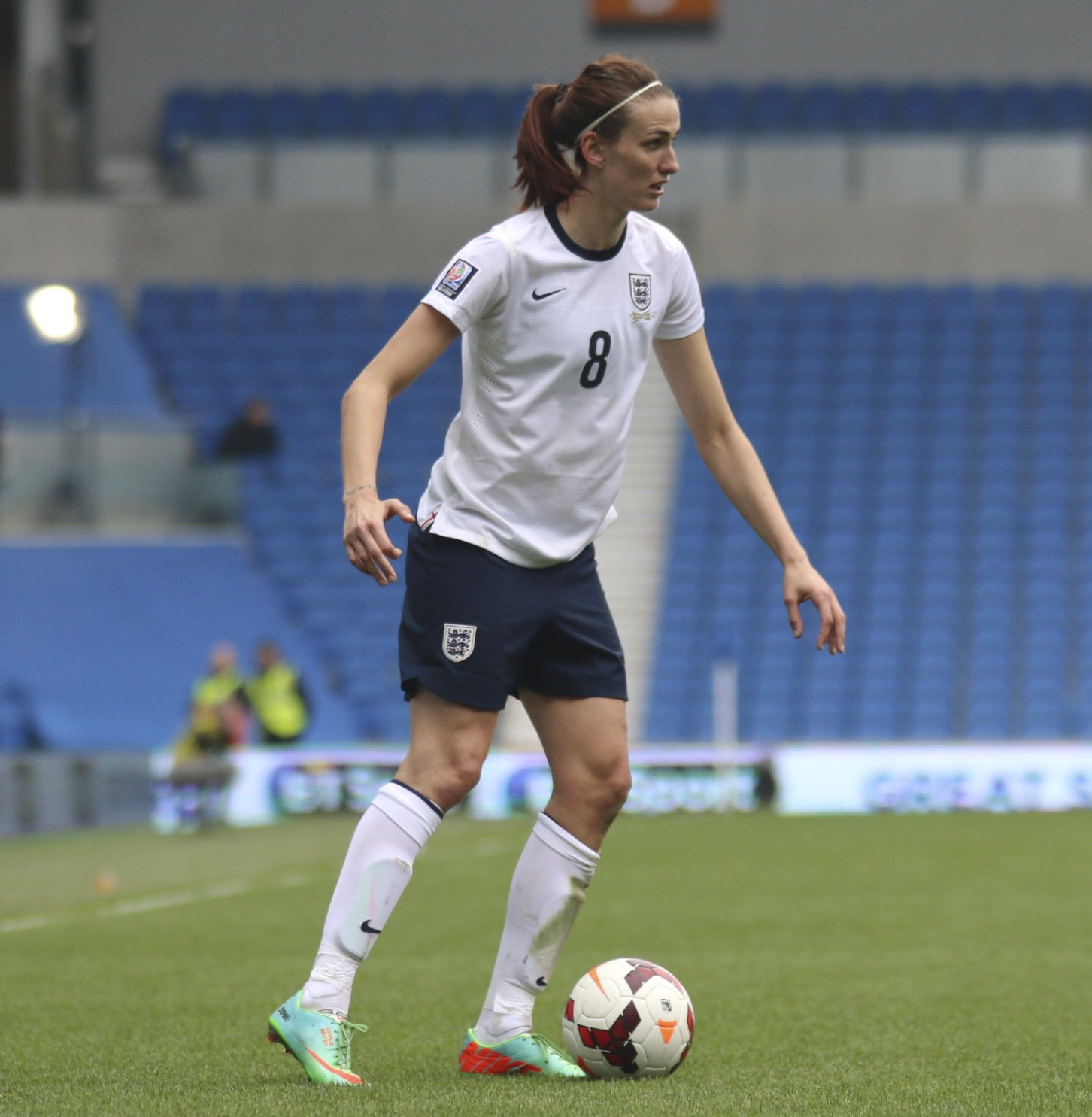
Scott jugando para Inglaterra en 2014.

A nivel juvenil, Scott jugó para la selección sub-19 de Inglaterra, anotando tres veces en tres partidos cuando Inglaterra ganó en la primera ronda de clasificación para el torneo sub-19 de la UEFA de 2006. Su primera convocatoria a la selección absoluta de Inglaterra llegó en mayo de 2006, habiendo sido capitana de la sub-19 durante los 18 meses anteriores. Hizo su debut absoluto contra Holanda en agosto de 2006, reemplazando a Kelly Smith en la victoria por 4-0. Participó en la Copa del Mundo de 2007, entrando como suplente en el partido inaugural de Inglaterra contra Japón, tras lo cual hizo de titular en el resto de los partidos del torneo, anotando su primer gol internacional en la victoria 6-1 ante Argentina en la fase de grupos. Inglaterra se despidió en los cuartos de final siendo vencida por 3-0 por Estados Unidos.
Fue convocada por Hope Powell para disputar la Eurocopa Femenina 2009, anotando un gol de la victoria tardía cuando su país venció a Holanda en la semifinal, después de haber sustituido a Jessica Clarke al comienzo de la prórroga.
En la Copa Mundial de 2011, anotó contra Nueva Zelanda en la victoria de Inglaterra por 2-1 en el grupo B. Abrió el marcador contra Francia en los cuartos de final, pero tras el empate de Las Azules, el combinado inglés cayó en la tanda de penales.
Scott fue nombrada Miembro de la Orden del Imperio Británico (MBE) en 2020 por sus servicios al fútbol femenino.
El 23 de febrero de 2021, disputó su partido número 150 con la selección de Inglaterra en un encuentro contra Irlanda del Norte en el que sería capitana durante los 90 minutos completos que acabaron en una victoria inglesa por 6-0.
El 23 de agosto de 2022, días después de levantar la Eurocopa Femenina 2022 con su país, Scott anunció su retiro del fútbol, un día después de que lo hiciera su compañera en el Manchester City, Ellen White. Scott se retiró como la segunda futbolista inglesa (hombre o mujer) con más partidos internacionales (161), detrás de Fara Williams (172).

### Reino Unido
Scott representó al Reino Unido en los Juegos Olímpicos de Londres 2012 y Tokio 2020.

## Clubes
| Club                 | País       | Año         |
| -------------------- | ---------- | ----------- |
| Sunderland           | Inglaterra | 2004 - 2006 |
| Everton              | Inglaterra | 2006 - 2013 |
| Manchester City      | Inglaterra | 2013 - 2022 |
| Everton (cedida)     | Inglaterra | 2021        |
| Aston Villa (cedida) | Inglaterra | 2022        |

## Palmarés

### Títulos nacionales
| Título                         | Club            | País       | Año     |
| ------------------------------ | --------------- | ---------- | ------- |
| FA Women's National League Cup | Everton         | Inglaterra | 2007-08 |
| Women's FA Cup                 | Everton         | Inglaterra | 2010    |
| FA Women's League Cup          | Manchester City | Inglaterra | 2014    |
| Women's Super League           | Manchester City | Inglaterra | 2016    |
| FA Women's League Cup          | Manchester City | Inglaterra | 2016    |
| Women's FA Cup                 | Manchester City | Inglaterra | 2016-17 |
| FA Women's League Cup          | Manchester City | Inglaterra | 2018-19 |
| Women's FA Cup                 | Manchester City | Inglaterra | 2018-19 |
| Women's FA Cup                 | Manchester City | Inglaterra | 2019-20 |

### Títulos internacionales
| Título            | Equipo     | Sede       | Año  |
| ----------------- | ---------- | ---------- | ---- |
| Eurocopa Femenina | Inglaterra | Inglaterra | 2022 |

(*) Incluyendo la Selección

## Vida privada
En marzo de 2020, Scott se comprometió con su pareja Shelly Unitt. Scott trabaja de vez en cuando en Boxx2Boxx Coffee, una cafetería en Mánchester propiedad de Unitt.
En noviembre de 2022, Scott ganó la edición XX de I'm a Celebrity...Get Me Out of Here!, un programa de televisión británico donde varias personas famosas conviven en la jungla durante unas semanas para ser coronadas como "Rey" o "Reina de la Jungla".